# Santeri Paloniemi
Santeri Paloniemi (Kuusamo, 8 november 1993) is een Fins voormalig alpineskiër. Hij was gespecialiseerd in de slalom.

## Carrière
Paloniemi maakte zijn debuut in de wereldbeker op 14 november 2010 in het Finse Levi. Hij haalde nooit een top 10-klassering tijdens een wereldbekerwedstrijd.
In 2014 nam hij deel aan de Olympische Winterspelen in Sotsji. In de slalom stond hij na de eerste run op de 31e plaats, maar tijdens de tweede run haalde hij de finish niet.
Daarnaast werd hij twee keer nationaal kampioen van Finland op de slalom (2012 en 2014).

## Resultaten

### Wereldkampioenschappen
| Jaar | Plaats                 | Resultaten  |
| ---- | ---------------------- | ----------- |
| 2011 | Garmisch-Partenkirchen | DNF1 Slalom |
| 2013 | Schladming             | 16e Slalom  |

### Olympische Spelen
| Jaar | Plaats | Resultaten  |
| ---- | ------ | ----------- |
| 2014 | Sotsji | DNF2 Slalom |

### Wereldbeker

#### Eindklasseringen
| Seizoen   | Algm | SL  |
| --------- | ---- | --- |
| 2011/2012 | 152e | 55e |
| 2012/2013 | 98e  | 39e |
| 2013/2014 | 137e | 47e |